# Украинка (Кировоградская область)
Украинка (укр. Українка) — село в Соколовской сельской общине Кропивницкого района Кировоградской области Украины.
Население по переписи 2001 года составляло 465 человек. Почтовый индекс — 27635. Телефонный код — 522. Код КОАТУУ — 3522585004.